# T. J. 조이크
T. J. 조이크(T. J. Zeuch, 본명: Timothy James Zeuch, 1995년 8월 1일 ~ )는 멕시코 야구 리그의 올메카스 데 타바스코 소속의 미국 프로 야구 투수이다. 피츠버그 팬서스(Pittsburgh Panthers)에서 대학 야구를 했으며, 2016년 MLB 드래프트 1라운드에서 토론토 블루제이스(Toronto Blue Jays)에 지명되었다. 이전에 메이저 리그 베이스볼(MLB)에서 블루제이스와 신시내티 레즈에서 뛰었다.

## 아마추어 경력
조이크는 오하이오 주 메이슨에 있는 메이슨 고등학교에 다녔다. 2013년 메이저 리그 베이스볼 드래프트의 31번째 라운드에서 캔자스시티 로열스에 의해 드래프트되었지만 계약을 맺지 않았고 피츠버그 대학교에 다니면서 팬서스에서 대학 야구를 했다.
2014년 피츠버그 신입생 시절 조이크는 15경기에 출전해 9번의 선발 출전을 기록했다. 2.75의 평균자책점(ERA)과 41개의 삼진을 기록하며 2-6의 승패 기록을 세웠다. 2학년 때 14경기에 선발 출전해 5승6패, 방어율 3.87, 삼진 90개를 기록했다. 2015년 시즌 이후 케이프 코드 베이스볼 리그(Cape Cod Baseball League)의 채텀 앵글러스(Chatham Anglers)와 함께 대학 여름 야구를 했다. 조이크는 사타구니 부상으로 인해 3학년 첫 달을 결석했다. 692⁄3이닝 동안 6-1의 기록, 3.10의 방어율, 74개의 삼진을 기록하며 올해를 마쳤다.